# 日本聖公会川越キリスト教会礼拝堂
日本聖公会川越キリスト教会礼拝堂（にほんせいこうかいかわごえキリストきょうかいれいはいどう）は、埼玉県川越市松江町にある日本聖公会の教会建築。国の登録有形文化財。

## 概要
ウィリアム・ウィルソンの設計によって建設され、東西に細長く切妻造の平屋建で外壁煉瓦造。内部は挟梁の洋小屋組で、尖塔アーチのついた縦長の窓や控壁などにフランドル式のゴシック様式が見られる。1889年（明治22年）初代の礼拝堂が建てられたが、1893年（明治26年）大火で焼失後、1921年（大正10年）現在地に再建された。